# Adja-Ouèrè
Adja-Ouèrè – miasto w Beninie, w departamencie Plateau. Położone jest około 70 km na północ od stolicy kraju, Porto-Novo. W spisie ludności z 11 maja 2013 roku liczyło 21 968 mieszkańców.